# NGC 7693
NGC 7693 est une petite et relativement jeune galaxie lenticulaire située dans la constellation des Poissons. Elle est à environ 31,5 ± 2,2 Mpc (∼103 millions d'al) de la Voie lactée. NGC 7693 a été découverte par l'astronome américain Asaph Hall en 1882. En comparaison de notre galaxie NGC 7693 est une petite galaxie dont la masse est de 100 à 150 fois fois moindre.

## Caractéristiques

### Distance
Sa vitesse par rapport au fond diffus cosmologique est de 3 676 ± 26 km/s, ce qui correspond à une distance de Hubble de 54,2 ± 3,8 Mpc (∼177 millions d'al).

### Les étoiles de NGC 7693
Les étoiles de cette galaxie sont très jeunes comparées à l'âge de 4,57 Ga du Soleil. La galaxie ne présente aucun signe de formation stellaire actuelle et son disque semble très jeune, entre 1 Ga et 3 Ga. La moyenne d'âge des étoiles du bulbe de NGC 7693 est de 1,35 ± 0,18 Ga et celle des étoiles du disque est de 1,5 ± 0,9 Ga.
La dispersion des vitesses σ de cette galaxie est donnée par
log10σ = 1,763, d'où σ = 101,763 (km/s) = 58 km/s.
 L'incertitude relative de cette valeur est de 5%. Cette valeur permet de déterminer d'autres caractéristiques d'une galaxie dont sa masse à partir de sa luminosité. La luminosité totale de NGC 7693 est donnée par 
log10(L/{\displaystyle L_{\odot }}) = 9,409 d'où
 L = 2,56 x 109,409 = 2,56 x 109{\displaystyle L_{\odot }}. 
Le rapport de la masse {\displaystyle M/L}  ({\displaystyle M_{\odot }}/{\displaystyle L_{\odot }}) de NGC 7693 est donné par
 log10(M/L) = 0,588 d'où 
 M/L =100,588 = 3,87. La masse de cette galaxie est donc d'environ
 {\displaystyle M} = 3,87 x 2,56 x 109 = 9,9 x 109{\displaystyle M_{\odot }}.